# Język baduy
Język baduy (a. badui) – język austronezyjski, którym posługuje się lud Baduy, w górach Kendeng w zachodniej części Jawy (prowincja Banten). Według danych z 2000 roku ma 20 tys. użytkowników.
Jest blisko spokrewniony z językiem sundajskim i bywa rozpatrywany jako jego dialekt. Według alternatywnej klasyfikacji są to dwa języki, które tworzą wspólną gałąź rodziny austronezyjskiej. Pod względem społeczno-religijnym ludność Baduy stanowi grupę odrębną od Sundajczyków. Baduy odłączyli się w XVI w.
W użyciu jest także język indonezyjski, aczkolwiek w ograniczonym zakresie.